# 克萊德鎮區 (密歇根州聖克萊爾縣)
克萊德鎮區（英語：Clyde Township）是位於美國密歇根州聖克萊爾縣的一個行政鎮區。

## 地方資料
克萊德鎮區的面積為93.20平方千米，當中陸地面積為92.90平方千米，而水域面積為0.30平方千米。根據2020年美國人口普查的數據，當地共有人口5523人，而人口密度為每平方千米59.26人。